# 约瑟夫·阿施巴赫
约瑟夫·阿施巴赫（Josef Aschbacher，1962年7月7日—）是一位奥地利太空研究员，畢業於因斯布鲁克大学並獲得該校的碩士和博士學位。自2021年3月1日起，他担任欧洲航天局局长。他曾于2016年至2021年担任欧洲航天局地球观测计划主任。